# 日瓦尔莱
日瓦尔莱（法語：Givarlais，法語發音：[ʒivaʁlɛ]）是法国阿列省的一个旧市镇，位于该省西部，属于蒙吕松区。2016年，日瓦尔莱与临近的2个市镇合并为新市镇上博卡日。

## 地理
日瓦尔莱（46°27'31"N, 2°38'53"E）面积14.85 平方千米，位于法国奥弗涅-罗讷-阿尔卑斯大区阿列省，该省份为法国中部省份，北起涅夫勒省、西北接谢尔省，西南至克勒兹省，南至多姆山省，东南临卢瓦尔省，东临索恩-卢瓦尔省。
与日瓦尔莱接壤的市镇（或旧市镇、城区）包括：埃斯蒂瓦雷耶、卢鲁奥代芒、马耶、勒尼、韦尔内、上博卡日。

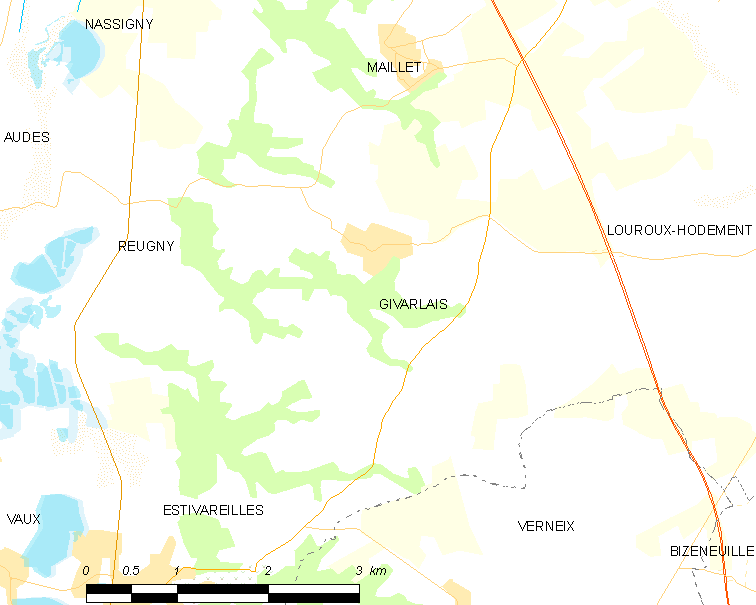
日瓦尔莱的OSM定位图

日瓦尔莱的时区为UTC+01:00、UTC+02:00（夏令时）。

## 行政
日瓦尔莱的邮政编码为03190，INSEE市镇编码为03123。

## 政治
日瓦尔莱所属的省级选区为于列勒县。

## 人口

1962-2008年间日瓦尔莱人口变化图示

日瓦尔莱于2018年1月1日时的人口数量为212人。